# Риндер, Фридль
Фридль Риндер (нем. Friedl Rinder; 20 ноября 1905, Шробенхаузен — 3 июня 2001, Мюнхен) — немецкая шахматистка, международный мастер (1957) среди женщин.
В турнире за звание чемпионки мира (1939) в Буэнос-Айресе — 4-е место. С составе сборной ФРГ участница 3-х Олимпиад (1957—1966). В зональных турнирах (1954) в Херцег-Нови — 5-е место, в Венеции (1957) — 4-е, в Врнячка-Бане (1961) — 1—2-е. В турнирах претенденток (1959) — 12—13, 1961 — 15—16.
Её сын Герд (род. 1935) также стал шахматистом.